# بلونتستاون
بلونت ستاون (بالإنجليزية: Blountstown)‏ هي مدينة أمريكية تقع في ولاية فلوريدا. تبلغ مساحة هذه المدينة 8.3 (كم²)،ويبلغ عدد سكانها 2444 نسمة حسب إحصاء سنة 2010 م 2444.تشير إحصاءات سنة 2000م بأن الكثافة السكانية في هذه المدينة تقدر بـ(294.5) نسمة/كم2 

## أعلام
- باتريسيا دين
- بيل هندرسون
- فاولر ارين
- كورن غريفين